# Michel Hoàng Đức Oanh
Michel Hoàng Đức Oanh (ur. 23 października 1938 w Hà Tay) – wietnamski duchowny rzymskokatolicki, od 2003 do 2015 biskup Kon Tum.

## Życiorys
Święcenia kapłańskie otrzymał 22 grudnia 1968 i został inkardynowany do diecezji Kon Tum. Pracował przede wszystkim jako duszpasterz parafialny oraz wykładowca w niższym seminarium, a w latach 1996-2003 pełnił funkcję wikariusza generalnego diecezji.
16 lipca 2003 ogłoszono jego nominację na biskupa diecezjalnego Kon Tum. Sakry biskupiej udzielił mu 28 sierpnia 2003 jego poprzednik, bp Pierre Trần Thanh Chung.
7 października 2015 przeszedł na emeryturę.